# علوم مهنية
العلوم المهنية هي مجال متعدد التخصصات في العلوم الاجتماعية والسلوكية المكرس لدراسة البشر باعتبارهم «كائنات مهنية». كما هو مستخدم هنا، يشير مصطلح «المهنة» إلى الأنشطة الموجهة حسب الهدف التي تميز الحياة البشرية اليومية وكذلك خصائص وأنماط النشاط الهادف الذي يحدث على مدى الحياة حيث إن هذه الأنشطة تؤثر على الصحة والرفاهية.

## معلومات تاريخية
وتطورت العلوم المهنية باعتبارها جهدًا منظمًا على نحو غير محكم من قِبل الكثير من العلماء في مختلف التخصصات لفهم استخدام الوقت البشري. وتمت تسميتها وإعطاؤها زخمًا إضافيًا في عام 1989 من قِبل فريق بإحدى الكليات التابعة لجامعة جنوب كاليفورنيا بقيادة إليزابيث يركسا، التي تأثرت بعمل طلاب الدراسات العليا تحت إشراف ماري رايلي.

## التطبيق الأكاديمي
وتتضمن العلوم المهنية الآن برامج أكاديمية على المستوى الجامعي تتيح الحصول على درجات البكالوريوس والدراسات العليا في المجال. وتتضمن التخصصات التي يمكن خلالها العثور على علماء مهنيين العمارة والهندسة والتعليم والتسويق وعلم النفس وعلم الاجتماع وعلم الإنسان والاقتصاد والعلاج المهني والعلوم الترفيهية والصحة العامة والجغرافيا. وهناك العديد من الجمعيات الوطنية والإقليمية والدولية مكرسة لتعزيز تطور هذا المجال المتخصص للعلوم الإنسانية. ومن بين المجلات الأكاديمية التي بها محتوى ذو صلة مباشرة بالعلوم المهنية مجلة العلوم المهنية، OTJR: المهن، المشاركة والصحة، مجلة البحوث الترفيهية، مجلة دراسات السعادة، جودة بحوث الحياة، البحوث التطبيقية في جودة الحياة، والعديد من مجلات العلاج المهني.

## وصلات خارجية
- Journal of Occupational Science نسخة محفوظة 4 سبتمبر 2006 على موقع واي باك مشين.
- Society for the Study of Occupation: USA نسخة محفوظة 29 أكتوبر 2013 على موقع واي باك مشين.
- Occupation UK نسخة محفوظة 8 سبتمبر 2006 على موقع واي باك مشين.
- Canadian Society of Occupational Science نسخة محفوظة 5 فبراير 2007 على موقع واي باك مشين.
- About Occupational Science نسخة محفوظة 29 سبتمبر 2006 على موقع واي باك مشين.